# 64. ceremonia wręczenia nagród Brytyjskiej Akademii Filmowej
64. ceremonia wręczenia nagród Brytyjskiej Akademii Filmowej za rok 2010, odbyła się 13 lutego 2011 roku w Royal Opera House w Londynie. Nominacje do nagród Akademia ogłosiła w dniu 18 stycznia 2011 roku, a prezentację nominacji dokonali brytyjscy aktorzy Dominic Cooper i Talulah Riley oraz przewodniczący BAFTA – Tim Corrie. Nagrody BAFTA zostały wręczone w 23 kategoriach.
10 stycznia 2011 ogłoszono nominacje w dwóch kategoriach: najlepszego filmu zagranicznego i Nagrody dla wschodzącej gwiazdy. Nominacje zostały ogłoszone przy okazji prezentacji ostatecznej listy, na której znajdują się poszczególne zgłoszenia do nominacji. Z tej listy zostali wybrani nominowani do nagród.
Najwięcej nominacji do nagród BAFTA 2010 otrzymał film Jak zostać królem w reżyserii Toma Hoopera, który łącznie został nominowany w czternastu kategoriach. O dwanaście statuetek ubiegał się obraz Czarny łabędź Darrena Aronofsky’ego. Dziewięć nominacji przypadło filmowi Incepcja, a po osiem nominacji otrzymały dwa filmy: 127 godzin Danny’ego Boyle’a i Prawdziwe męstwo braci Coen.
Pośmiertnie nominację dla najlepszego aktora drugoplanowego przyznano Pete’owi Postlethwaite’owi, który wystąpił w filmie Miasto złodziei.
Najwięcej nagród otrzymał film Jak zostać królem, który łącznie nagrodzony został w siedmiu kategoriach, w tym za najlepszy film, najlepszy film brytyjski i najlepszy scenariusz oryginalny. Trzy nagrody otrzymały dwa filmy: The Social Network w reżyserii Davida Finchera, który nagrodzony został za najlepszą reżyserię, scenariusz adaptowany i najlepszy montaż, oraz Incepcja Christophera Nolana, który odebrał nagrody w kategoriach technicznych: najlepsza scenografia, najlepszy dźwięk i efekty specjalne.
Dwie nagrody przyznano twórcom Alicji w Krainie Czarów. Film nagrodzono za najlepszą charakteryzację i kostiumy.
Obraz Czarny łabędź, pomimo dwunastu nominacji otrzymał jedną nagrodę, za najlepszą rolę pierwszoplanową Natalie Portman. Najlepszy aktorem pierwszoplanowym okazał się Colin Firth za rolę w filmie Jak zostać królem. Również za role w tym filmie Geoffrey Rush i Helena Bonham Carter odebrali nagrody dla najlepszych aktorów drugoplanowych.
Film 127 godzin Danny’ego Boyla pomimo ośmiu nominacji nie otrzymał żadnej nagrody.
Nagrodę Academy Fellowship otrzymał aktor Christopher Lee. Natomiast nagrodę specjalną BAFTA otrzymała seria filmów o Harrym Potterze. Nagroda została wręczona za wybitny brytyjski wkład w rozwój światowego kina. Podczas gali nagrodę tę odebrali: J.K. Rowling, David Heyman, David Barron, David Yates, Mike Newell, Alfonso Cuarón, Rupert Grint i Emma Watson.

## Laureaci i nominowani
Laureaci nagród wyróżnieni są wytłuszczeniem

### Najlepszy film
- Iain Canning, Emile Sherman i Gareth Unwin – Jak zostać królem
  - Mike Medavoy, Brian Oliver i Scott Franklin – Czarny łabędź
  - Emma Thomas i Christopher Nolan – Incepcja
  - Scott Rudin, Dana Brunetti, Michael De Luca i Céan Chaffin – The Social Network
  - Scott Rudin, Ethan i Joel Coenowie – Prawdziwe męstwo

### Najlepszy brytyjski film
(Nagroda im. Alexandra Kordy)
- Tom Hooper, David Seidler, Iain Canning, Emile Sherman i Gareth Unwin – Jak zostać królem
  - Danny Boyle, Simon Beaufoy, Christian Colson i John Smithson – 127 godzin
  - Mike Leigh i Georgina Lowe – Kolejny rok
  - Chris Morris, Jesse Armstrong, Sam Bain, Mark Herbert i Derrin Schlesinger – Cztery lwy
  - Nigel Cole, William Ivory, Elizabeth Karlsen i Stephen Woolley – Made in Dagenham

### Najlepszy film nieanglojęzyczny
- Søren Stærmose i Niels Arden Oplev – Millennium: Mężczyźni, którzy nienawidzą kobiet • Szwecja
  - Alejandro González Iñárritu, Jon Kilik i Fernando Bovaira – Biutiful • Meksyk
  - Luca Guadagnino, Francesco Melzi D'Eril, Marco Morabito i Massimiliano Violante – Jestem miłością • Włochy
  - Xavier Beauvois – Ludzie Boga • Francja
  - Mariela Besuievsky i Juan José Campanella – Sekret jej oczu • Argentyna

### Najlepsza reżyseria
- David Fincher – The Social Network
  - Danny Boyle – 127 godzin
  - Darren Aronofsky – Czarny łabędź
  - Christopher Nolan – Incepcja
  - Tom Hooper – Jak zostać królem

### Najlepszy scenariusz adaptowany
- Aaron Sorkin – The Social Network
  - Danny Boyle i Simon Beaufoy – 127 godzin
  - Rasmus Heisterberg i Nikolaj Arcel – Millennium: Mężczyźni, którzy nienawidzą kobiet
  - Michael Arndt – Toy Story 3
  - Joel i Ethan Coenowie – Prawdziwe męstwo

### Najlepszy scenariusz oryginalny
- David Seidler – Jak zostać królem
  - Mark Heyman, Andrés Heinz i John J. McLaughlin – Czarny łabędź
  - Scott Silver, Paul Tamasy i Eric Johnson – Fighter
  - Christopher Nolan – Incepcja
  - Lisa Cholodenko i Stuart Blumberg – Wszystko w porządku

### Najlepszy aktor pierwszoplanowy
- Colin Firth – Jak zostać królem
  - Javier Bardem – Biutiful
  - Jeff Bridges – Prawdziwe męstwo
  - Jesse Eisenberg – The Social Network
  - James Franco – 127 godzin

### Najlepsza aktorka pierwszoplanowa
- Natalie Portman – Czarny łabędź
  - Annette Bening – Wszystko w porządku
  - Julianne Moore – Wszystko w porządku
  - Noomi Rapace – Millennium: Mężczyźni, którzy nienawidzą kobiet
  - Hailee Steinfeld – Prawdziwe męstwo

### Najlepszy aktor drugoplanowy
- Geoffrey Rush – Jak zostać królem
  - Christian Bale – Fighter
  - Andrew Garfield – The Social Network
  - Pete Postlethwaite – Miasto złodziei
  - Mark Ruffalo – Wszystko w porządku

### Najlepsza aktorka drugoplanowa
- Helena Bonham Carter – Jak zostać królem
  - Amy Adams – Fighter
  - Barbara Hershey – Czarny łabędź
  - Lesley Manville – Kolejny rok
  - Miranda Richardson – Made in Dagenham

### Najlepsza muzyka
(Nagroda im. Anthony’ego Asquitha)
- Alexandre Desplat – Jak zostać królem
  - A.R. Rahman – 127 godzin
  - Danny Elfman – Alicja w Krainie Czarów
  - John Powell – Jak wytresować smoka
  - Hans Zimmer – Incepcja

### Najlepsze zdjęcia
- Roger Deakins – Prawdziwe męstwo
  - Anthony Dod Mantle i Enrique Chediak – 127 godzin
  - Matthew Libatique – Czarny łabędź
  - Wally Pfister – Incepcja
  - Danny Cohen – Jak zostać królem

### Najlepszy montaż
- Angus Wall, Kirk Baxter – The Social Network
  - Jon Harris – 127 godzin
  - Andrew Weisblum – Czarny łabędź
  - Lee Smith – Incepcja
  - Tariq Anwar – Jak zostać królem

### Najlepsza scenografia
- Guy Hendrix Dyas, Larry Dias i Doug Mowat – Incepcja
  - Robert Stromberg i Karen O’Hara – Alicja w Krainie Czarów
  - Thérèse DePrez i Tora Peterson – Czarny łabędź
  - Eve Stewart i Judy Farr – Jak zostać królem
  - Jess Gonchor i Nancy Haigh – Prawdziwe męstwo

### Najlepsze kostiumy
- Colleen Atwood – Alicja w Krainie Czarów
  - Amy Westcott – Czarny łabędź
  - Jenny Beavan – Jak zostać królem
  - Louise Stjernsward – Made in Dagenham
  - Mary Zophres – Prawdziwe męstwo

### Najlepsza charakteryzacja i fryzury
- Valli O’Reilly i Paul Gooch – Alicja w Krainie Czarów
  - Judy Chin i Geordie Sheffer – Czarny łabędź
  - Amanda Knight i Lisa Tomblin – Harry Potter i Insygnia Śmierci. Część I
  - Frances Hannon – Jak zostać królem
  - Lizzie Yianni Georgiou – Made in Dagenham

### Najlepszy dźwięk
- Richard King, Lora Hirschberg, Gary A Rizzo i Ed Novick – Incepcja
  - Glenn Freemantle, Ian Tapp, Richard Pryke, Steven C Laneri, Douglas Cameron – 127 godzin
  - Ken Ishii, Craig Henighan i Dominick Tavella – Czarny łabędź
  - John Midgley, Lee Walpole i Paul Hamblin – Jak zostać królem
  - Skip Lievsay, Craig Berkey, Greg Orloff, Peter F. Kurland i Douglas Axtell – Prawdziwe męstwo

### Najlepsze efekty specjalne
- Chris Corbould, Paul Franklin, Andrew Lockley i Peter Bebb – Incepcja
  - Ken Ralston, David Schaub, Sean Phillips i Carey Villegas – Alicja w Krainie Czarów
  - Dan Schrecker – Czarny łabędź
  - Tim Burke, John Richardson, Nicolas Ait'Hadi i Christian Manz – Harry Potter i Insygnia Śmierci. Część I
  - Guido Quaroni, Michael Fong i David Ryu – Toy Story 3

### Najlepszy film animowany
- Lee Unkrich – Toy Story 3
  - Chris Renaud i Pierre Coffin – Jak ukraść księżyc
  - Chris Sanders i Dean DeBlois – Jak wytresować smoka

### Najlepszy krótkometrażowy film animowany
- Michael Please – The Eagleman Stag
  - David Prosser – Matter Fisher
  - Matthias Hoegg – Thursday

### Najlepszy film krótkometrażowy
- Paul Wright i Poss Kondeatis – Until the River Runs Red
  - Samuel Abrahams i Beau Gordon – Connect
  - Piers Thompson i Simon Hessel – Lin
  - Michael Pearce i Ross McKenzie – Rite
  - Karni Arieli, Saul Freed, Alison Sterling i Kat Armour-Brown – Turning

### Najlepszy debiut brytyjskiego scenarzysty, reżysera lub producenta
(Nagroda im. Carla Foremana)
- Chris Morris – Cztery lwy (Reżyser / scenarzysta)
  - Clio Barnard i Tracy O’Riordan – The Arbor (Reżyser, producent)
  - Banksy i Jaimie D’Cruz – Wyjście przez sklep z pamiątkami (Reżyser, producent)
  - Gareth Edwards – Monsters (Reżyser / scenarzysta)
  - Nick Whitfield – Skeletons (Reżyser / scenarzysta)

### Nagroda dla wschodzącej gwiazdy
(Głosy publiczności)
- Tom Hardy
  - Gemma Arterton
  - Andrew Garfield
  - Aaron Johnson
  - Emma Stone

### Academy Fellowship
- Christopher Lee

### Nagroda za brytyjski wkład w rozwój światowego kina
(Nagroda im. Michaela Balcona)
- Seria filmów Harry Potter

## Podsumowanie ilości nominacji
(Ograniczenie do dwóch nominacji)
14 : Jak zostać królem
12 : Czarny łabędź
9 : Incepcja
8 : Prawdziwe męstwo, 127 godzin
6 : The Social Network
5 : Alicja w Krainie Czarów
4 : Made in Dagenham, Wszystko w porządku
3 : Fighter, Toy Story 3, Millennium: Mężczyźni, którzy nienawidzą kobiet
2 : Kolejny rok, Cztery lwy, Biutiful, Jak wytresować smoka, Harry Potter i Insygnia Śmierci. Część I

## Podsumowanie ilości nagród
(Ograniczenie do dwóch nagród)
7 : Jak zostać królem
3 : The Social Network, Incepcja
2 : Alicja w Krainie Czarów

## Prezenterzy nagród i nominacji
| Imię i nazwisko                     | Prezentacja lub wręczenie nagrody:                                 |
| ----------------------------------- | ------------------------------------------------------------------ |
| Kevin Spacey                        | Najlepszy debiut brytyjskiego scenarzysty, reżysera lub producenta |
| Dev Patel i Talulah Riley           | Najlepsze kostiumy                                                 |
| Hailee Steinfeld                    | Najlepsza charakteryzacja i fryzury                                |
| Max Irons i Felicity Jones          | Najlepszy montaż Najlepszy dźwięk                                  |
| Paul McCartney                      | Najlepsza muzyka                                                   |
| Sam Claflin i Minnie Driver         | Najlepsza scenografia                                              |
| Jesse Eisenberg i Jennifer Lawrence | Najlepsza scenografia                                              |
| James McAvoy                        | Najlepsza aktorka drugoplanowa                                     |
| Emma Watson                         | Najlepszy brytyjski film                                           |
| Jessica Alba                        | Najlepszy aktor drugoplanowy                                       |
| Dominic Cooper i Rosamund Pike      | Najlepszy scenariusz oryginalny                                    |
| Nicholas Hoult i Neve Campbell      | Najlepszy film animowany                                           |
| Tom Ford i Eva Green                | Nagroda dla wschodzącej gwiazdy                                    |
| Julianne Moore                      | Najlepszy scenariusz adaptowany                                    |
| Thandie Newton                      | Najlepsze zdjęcia                                                  |
| Tilda Swinton                       | Najlepszy reżyser                                                  |
| Gerard Butler                       | Najlepsza aktorka pierwszoplanowa                                  |
| Amy Adams                           | Najlepszy aktor pierwszoplanowy                                    |
| Samuel L. Jackson                   | Najlepszy film                                                     |
| Tim Burton                          | Academy Fellowship                                                 |